# Pierwszy śmiertelny grzech
Pierwszy śmiertelny grzech – amerykański thriller z 1980 roku na podstawie powieści Lawrence'a Sandersa.

## Główne role
- Frank Sinatra - Edward Delaney
- Faye Dunaway - Barbara Delaney
- David Dukes - Daniel Blank
- George Coe - Dr Bernardi
- Brenda Vaccaro - Monica Gilbert
- Martin Gabel - Christopher Langley
- Anthony Zerbe - Kapitan Broughton
- James Whitmore - Dr Sanford Ferguson
- Joe Spinell - Charles Lipsky
- Anna Navarro - Sunny Jordeen
- Jeffrey DeMunn - Sierżant Fernandez Correlli
- John Devaney - John Rogers
- Robert Weil - Sol Appel
- Hugh Hurd - Ben Johnson
- Jon DeVries - Calvin Samtell

## Fabuła
Nowojorski inspektor Edward Delaney za parę dni ma przejść na emeryturę. Prowadzi teraz sprawę seryjnego mordercy, który coraz brutalniej zabija, ale brakuje poszlak, a ofiary nie mają ze sobą nic wspólnego.

## Nagrody i nominacje
Nagroda Saturn 1980
- Najlepszy aktor drugoplanowy - Martin Gabel (nominacja)

Złota Malina 1980
- Najgorsza aktorka - Faye Dunaway (nominacja)